# Svante Sture (1587–1616)
Svante Sture, född 23 januari 1587, död 3 april 1616 på Stegeholm, var en svensk rådsmedlem.

## Biografi
Svante Sture föddes 1587. Han var son till greven Mauritz Sture och Anna Horn af Åminne. Sture blev 1609 furstligt råd hos hertig Johan av Östergötland. Han avled 1616 på Stegeholm och begravdes 15 september 1616 i Uppsala domkyrka.
Vid Svante Stures begravning 1617 blev ett Sturevapen symboliskt nedlagt i gravvalvet eftersom han var den siste manlige medlemmen av sin ätt.
Sture var greve till Stegeholm och Västervik, friherre till Hörningsholms slott och Tullgarns slott och herre till Eksjö och Örboholm.

### Familj
Sture gifte sig 5 december 1613  i Stockholm med grevinnan Ebba Mauritzdotter Lewenhaupt. Hon var dotter till riksdrotsen Mauritz Stensson Leijonhufvud och Amalia von Hatzfeld. De fick tillsammans dottern Anna Margareta Sture (1615–1645) som var gift med riksmarskalken Johan Oxenstierna af Södermöre. Hon blev den sista av grevliga ätten Sture.